# Durek Verrett
Durek Verrett (szül.: Derek David Verrett; Sacramento, 1974. november 17.) amerikai alternatív terapeuta,   összeesküvés-elméletek híve,  aki önmagát sámánnak és írónak vallja. 2024-től Märtha Louise norvég hercegnő férje.
A médiában széles körben csalóként és összeesküvés-elméleti hívőként jellemzik.  2024-ben David Icke, Alex Jones, Renaud Camus, Kanye West, Robert F. Kennedy Jr., John Cusack mellett a "húsz legbefolyásosabb összeesküvés-elmélet hívő" kategóriájába sorolták.

## Élete
Kimaradt a középiskolából  és azt állítja, hogy táncos, modell, tévés személyiség, költő és koreográfus volt. Sok hamis állítást tett karrierjével kapcsolatban, többek között azt állította, hogy az izraeli Shamir Medical Centerben sámánisztikus módszerekkel kezelt rákos gyermekeket, miközben a kórház utólag tagadta, hogy bármit is tudna róla.
Gyújtogatás és birtokháborítás bűntette miatt 1991 és 1993 között börtönben ült az Egyesült Államokban.
Spirituális életvezetőként és alternatív terapeutaként dolgozott és tanfolyamokat szervezett, amelyek többek között megtisztítják az egyéneket a gonosz szellemektől.
2019 előtt nyilvánosan melegnek vallotta magát, később már biszexuálisnak jellemezte magát, miután találkozott Märtha Louise norvég hercegnővel, hogy népszerűsítsék a new age sámánizmust a hírességek körében.

## Nézetei, képességei
2019-ben megjelent Spirit Hacking című könyvében számos áltudományos nézetet hirdet.  Azt állítja, hogy a gyerekek azért lesznek rákosak, mert boldogtalanok és „akarják”;  és azt sugallja, hogy a kemoterápia nem működik, és csak azért adják rákos betegeknek, mert az orvosok pénzt keresnek belőle.
Azt állította, hogy feltámadt a halálból, és két évvel korábban megjósolta a szeptember 11-i merényleteket, hogy azok megtörténtek volna, de úgy döntött, hogy nem avatkozik be, mert "mindenkinek megvan a maga útja, és el kell fogadnia a sorsát".  
Az Instagramon 2022. július 15-én közzétett videójában azt állította, hogy egy általa árusított medál a Covid-19 betegség után "kivonja a mérget a testből".